# Осада Нотебурга (1656)
Осада Нотебурга — одна из осад во время русско-шведской войны (1656—1658), продолжавшаяся с июня по ноябрь 1656 года.
В Ижорской земле главной целью действий русских войск в 1656 году был намечен Нотебург (русский Орешек), для овладения которым в Лавуйском остроге, на границе Ладожского уезда и Нотебургского лена, собирался воеводский полк стольника П. И. Потемкина. Всего в его состав было назначено около 1000 человек пехоты: солдат, стрельцов и пеших казаков. В течение весны на Волхове и Ладоге были собраны в большом количестве струги и лодки, на которых передвигалась пехота Потемкина. Экипаж стругов составляли «промышленные люди и кормщики».
Шведским губернатором Ингерманландии был генерал-майор Густав Эвертссон Горн с резиденцией в Нарве. Подчиненные ему шведские гарнизоны в начале войны находились в самой Нарве и Ивангороде (1400 солдат), в Яме (40 солдат), Копорье (40 солдат), Ниене (50 солдат) и Нотебурге (около 200 человек майора Ф. Граве). На заставе в Лавуе стояли 50 всадников. Состояние крепостей было плачевным, за исключением Нарвы и Нотебурга.
В мае П. И. Потемкин получил указ об отсрочке наступления с 1 на 21 июня, как и П. М. Пушкин в Олонце. Однако в начале июня сложилась удачная обстановка для нападения, и поход все же начался 3 июня. Разгромив заставу на реке Лавуе, русские на стругах по Волхову вошли в Ладожское озеро и уже на следующий день оказались под Нотебургом. Часть своего войска Потемкин оставил блокировать крепость, а с остальными 6 июня произвел внезапное нападение на Ниен, уничтожив там стратегические запасы хлеба и захватив восемь орудий.
Все последующие месяцы в Ингерманландии шли бои с переменным успехом, и Потемкину приходилось отвлекать часть сил из блокирующего Нотебург отряда для выполнения других задач. В конце августа в распоряжение Потемкина новгородский воевода предоставил два стенобитных орудия для осады крепости.
После неудачи у Кексгольма отряд графа Левенгаупта повернул на юг и 11 сентября соединился под Ниеном с подошедшими по суше и морю отрядами Горна и Врангеля (всего 2500 чел.). Они возвели крепость Ниенсканс, снабдив её гарнизоном. Известие о подходе шведов заставило Потемкина стянуть силы к Нотебургу. Но противник так и не решился атаковать. Вместо этого шведские полководцы в начале октября вновь разделили войска: флот ушёл зимовать в Швецию, Левенгаупт основал лагерь при Раутусе, а Горн с отрядом вернулся в Нарву.
200 человек майора Граве, четыре месяца выдерживающие осаду в Нотебурге, так и не получили помощь, но гарнизон продолжал упорно обороняться и на все предложения о сдаче крепости, сделанные в октябре и ноябре, по-прежнему отвечал отказом. В то же время у русских, несмотря на прибывшие ранее подкрепления, вместе с Потемкиным оставалось всего лишь около 1000 человек, из которых многие были ранены и больны. Потемкин жаловался на малолюдство, указывая, что многие ратные люди из-под Орешка разбежались
3 ноября Потемкин получил указ снять осаду и отступить на свою территорию. Все это повлекло усиленное бегство служилых людей. Пример подали менее дисциплинированные донские казаки. 8 и 9 ноября они оставили шанцы, которые занимали под Орешком, и, бросив пушки, пошли прочь. Шведы немедленно воспользовались создавшейся обстановкой: сделав вылазку, они разрушили вторые шанцы и взяли в плен несколько солдат. Русские вывезли из острожков все припасы и артиллерию и 17 ноября начали отход. Потемкин отступил, уводя с собой православное население Ижорской земли. Захват Нотебурга – главная цель похода – завершилась неудачей.